# Maxanapis bartle
Maxanapis bartle är en spindelart som beskrevs av Norman I. Platnick och Forster 1989. Maxanapis bartle ingår i släktet Maxanapis och familjen Anapidae.
Artens utbredningsområde är Queensland. Inga underarter finns listade i Catalogue of Life.